# Făcău
Făcău – wieś w Rumunii, w okręgu Giurgiu, w gminie Bulbucata. W 2011 roku liczyła 160 mieszkańców.